# Kurt Schmitt
Kurt Paul Schmitt (7 de octubre de 1886 - 2 de noviembre de 1950) fue un jurista alemán versado en asuntos económicos. Partidario del partido nazi (Nazi) desde 1930, se unió al partido nazi en 1933, convirtiéndose también en un Schutzstaffel (SS]) honorario. Presidió sobre Allianz compañía de seguros, y fue el ministro de Economía del Reich de 1933 a 1934. Su  antisemita puntos de vista le permitieron creer que el papel Judíos jugados en política, leyes y artes era excesivo, y tuvo que ser drásticamente restringido, si no totalmente eliminado.

## Biografía
Nacido en Heidelberg, el jurista Kurt Schmitt se graduó en 1911 en Munich con la tesis "El archivo de información continua, en particular la Convención de información", y luego pasó al servicio de la  Allianz AG  compañía de seguros. De 1914 a 1917 participó en la Primera Guerra Mundial y fue dado de baja habiendo alcanzado el grado de capitán. En 1917, se convirtió en miembro de la junta directiva de Allianz, dirigiendo la empresa desde 1921 hasta 1933 como presidente de la junta. Durante estos años, se hizo un nombre como uno de los líderes más talentosos en lo que respecta a la organización en la industria de seguros de la República de Weimar.
El liderazgo de Allianz, representado por los directores Kurt Schmitt y Eduard Hilgard, llevó a una política de acercamiento a los nazis, incluso antes de que  tomaran el poder. Ya en octubre de 1930, se establecieron lazos con Hermann Göring. Estos contactos se realizaron a través de cenas de empresa y mediante la concesión de préstamos financieros privados. Heinrich Brüning y Franz von Papen intentaron sin éxito conseguirle a Schmitt un cargo ministerial.
Schmitt, quien también fue director general de la Corporación de Seguros Sociales de Stuttgart ( Stuttgarter Verein-Versicherungs AG)  en 1931, fue incluido en los objetivos de Hjalmar Schacht a mediados de 1931.
El 18 de diciembre de 1932 participó en una reunión del Círculo de Amigos de la Economía ( Freundeskreis der Wirtschaft ), o Círculo de los Doce ( Zwölferkreis ) en el Kaiserhof de Berlín, donde el Partido Nazi acordó prestar su apoyo. Schmitt ahora tenía relaciones más estrechas con el liderazgo nazi y el 20 de febrero de 1933, él, junto con Hermann Göring, participó en una reunión que Adolf Hitler tuvo con los industriales alemanes, en la que Schmitt hizo una elección donación de campaña a los nazis de RM 10,000. A principios de 1933, Schmitt se unió al Partido Nazi (número de miembro 2.651.252). Asimismo, asumió los cargos de vicepresidente de la Cámara de Industria Berlín y de la Cámara de Comercio en 1933.
Mientras tanto, Schmitt estaba convencido de que los nazis podrían lidiar con el problema del desempleo si la economía fuera dirigida por personas como él. Además, sostenía que Hitler era un gran estadista y creía que con el tiempo, el Führer se volvería menos radical. Además, tenía una actitud latente antisemitismo, que Gerald D. Feldmann describe de la siguiente manera: "Schmitt compartía la creencia de que los judíos estaban sobrerrepresentados dentro de las profesiones académicas, y que el papel que desempeñaban en la política, el derecho y las artes tendrían que ser muy limitadas, si no completamente eliminadas. Sin embargo, creía que tenían derecho a un lugar en la vida económica alemana, y lo convirtió en una máxima de su año en el cargo como Economía del Reich Ministro que no había "cuestión judía en la economía". 
El 29 de junio de 1933, Schmitt fue nombrado ministro de Economía del Reich, sucediendo a Alfred Hugenberg, y también asumió la condición de miembro honorario de las SS (Schutzstaffel) (núm. 101.346). En agosto de 1933 asumió la función de Prusia n Plenipotenciario en el Gobierno del Reich. En octubre del mismo año fue nombrado miembro de la Prusia SConsejo estatal]]. La Academia de Derecho Alemán también lo incorporó como miembro.
El 13 de marzo de 1934, Schmitt dio a conocer cuál sería el nuevo arreglo para la economía industrial. El líder de la organización general de la economía industrial sería Philipp Kessler, como líder de la Federación del Reich de la Industria Eléctrica. Cuando Schmitt quiso reemplazar la Federación de la Industria Alemana del Reich con el control estatal general, se topó con la resistencia concentrada de los líderes empresariales. Además, Hjalmar Schacht emprendió esfuerzos para expulsar a Schmitt de su cargo ministerial para que pudiera hacerse cargo él mismo. (3) Durante un discurso el 28 de junio de 1934, Schmitt sufrió un ataque cardíaco y colapsó. Aprovechó esta oportunidad para tomar unas largas vacaciones de recuperación y, más tarde, el 31 de enero de 1935, Hitler aprobó su destitución del cargo ministerial. El 3 de agosto de 1934, Schacht se convirtió en el sucesor de Schmitt como ministro de Economía del Reich.
Después de regresar de su licencia prolongada en 1935, asumió la presidencia de la junta de supervisión de AEG AG y la Deutsche Continental Gasgesellschaft (una compañía de gas) en Dessau. En 1937, y hasta 1945, ocupó la presidencia de la junta de  Münchener Rückversicherung AG. También estuvo en el consejo de supervisión de Allianz AG hasta 1945. Como miembro del "Freundeskreis Reichsführer-SS", Heinrich Himmler lo ascendió a SS brigadeführer el 15 de septiembre de 1935. (4) Desde Schmitt funcionaba como presidente de la junta de supervisión de AEG, donaron a Himmler entre RM entre 12.000 y 15.000 al año, y Münchner Rückversicherung y Continental Gasgesellschaft entre 6.000 y 8.000 RM.
De 1945 a 1949, Schmitt tuvo que someterse a la Desnazificación, administrada por el Ejército de los Estados Unidos. Perdió todos sus cargos y se le prohibió ejercer su profesión. En 1946 fue clasificado como "Hauptschuldiger" (literalmente, "culpable principal"). Esta designación se revisó en varios procedimientos judiciales y se anuló en 1949. Ahora solo se lo clasificaría como  Mitläufer , o seguidor. Sin embargo, todavía tenía que pagar una multa y las costas judiciales.

## Condecoraciones
En 1914, Schmitt fue galardonado con la Cruz de Hierro de segunda clase. También recibió el "Verwundetenabzeichen" en negro, un premio que se otorga a los soldados heridos. Otras condecoraciones: la War Merit Cross de primera clase sin espadas, la War Merit Cross de segunda clase sin espadas. De las SS recibió la "Espada de honor del Reichsführer-SS" y el "Totenkopfring der SS" (Anillo de la cabeza de la muerte de las SS).

## Literatura
- (1) Gerald D. Feldman, "Die Allianz und die deutsche Versicherungswirtschaft 1933 bis 1945", C.H. Beck Verlag, Múnich 2001
- (5) August Heinrichsbauer,  Schwerindistrie und Politik , Essen 1948
- (6) Ulrich Völklein, "Geschäfte mit dem Feind", Hamburgo 2002, ISBN  3-203-83700-5